# Kabinett Engell (Mecklenburg-Schwerin)
Das Kabinett Engell bildete vom 10. August bis zum 31. Dezember 1933 die Landesregierung von Mecklenburg-Schwerin.
Das Staatsministerium wurde am 10. August 1933 neugebildet. Am 1. Januar 1934 erfolgte die Vereinigung der beiden Freistaaten Mecklenburg-Schwerin und Mecklenburg-Strelitz zum Land Mecklenburg. In gleicher Zusammensetzung übernahm die Landesregierung unter Engell dort die Amtsgeschäfte. 
| Amt | Name                        | Partei |
| --- | --------------------------- | ------ |
| Ministerpräsident Äußeres (Wahrnehmung der Geschäfte) Landwirtschaft, Domänen und Forsten1 Unterricht, Kunst, geistliche- und Medizinalangelegenheiten, 10. August – 8. Dezember 1933 | Hans Egon Engell            | NSDAP  |
| Unterricht, Kunst, geistliche- und Medizinalangelegenheiten (Wahrnehmung der Geschäfte), ab 8. Dezember 1933                                                                          | Wilhelm Bergholter          | NSDAP  |
| Inneres Finanzen Justiz, 10. August – 8. Dezember 1933 | Friedrich Scharf            | NSDAP  |
| Justiz (Wahrnehmung der Geschäfte), ab 8. Dezember 1933 | Friedrich Wilhelm Studemund | NSDAP  |

1 Das Landwirtschaftsministerium beinhaltete die Abteilung Siedlungsamt.